# Sacramento

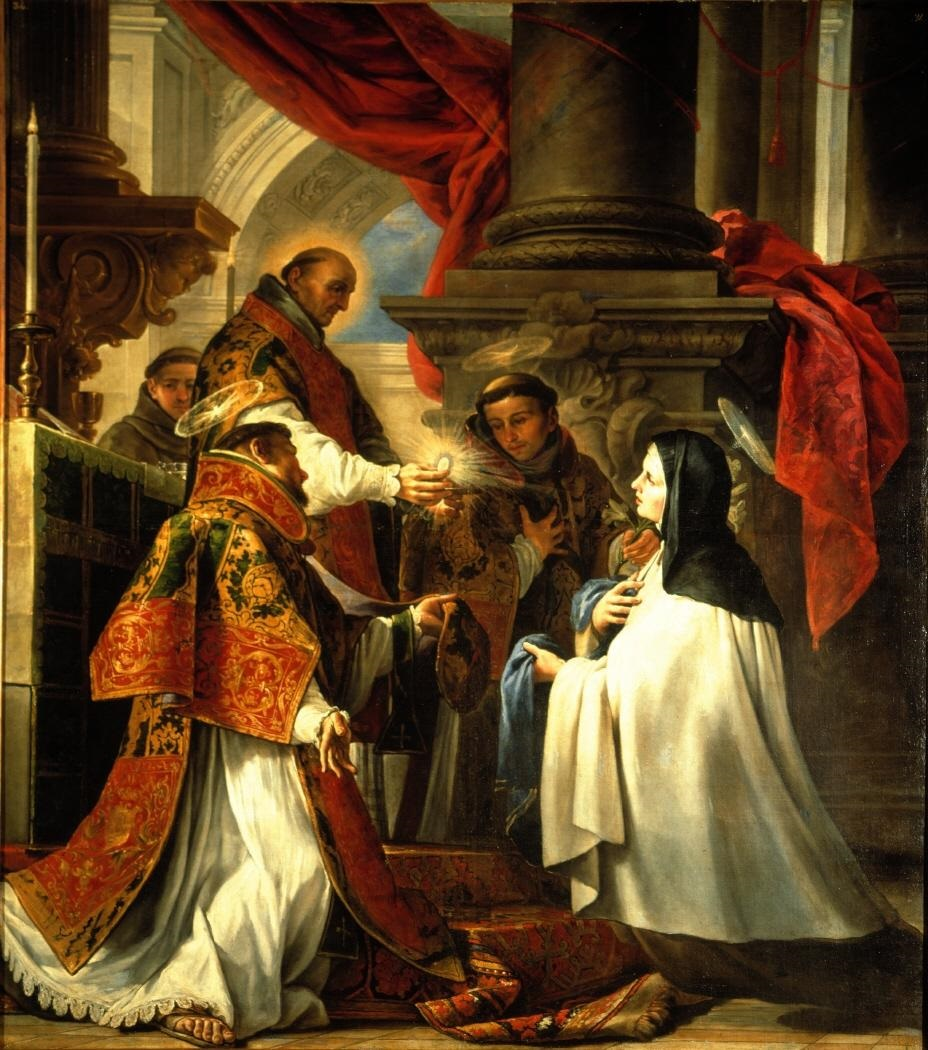
La Comunione di santa Teresa d'Avila di Juan Martín Cabezalero, Museo Lázaro Galdiano, Madrid.

Un sacramento nella tradizione teologica cristiana è un segno sensibile della grazia che, secondo la tradizione cattolica, sarebbe stato istituito da Cristo. L'istituto del sacramento consiste in segni esteriori composti da gesti ed elementi come: acqua, olio, pane e vino; questi sono accompagnati da parole che proclamano la grazia di Dio che raggiunge il credente per confermare e rafforzare la sua fede.
La Chiesa li considera efficaci in se stessi indipendentemente dalla dignità dei ministri ordinati che li celebrano, anche se i loro effetti dipendono comunque dalla condizione spirituale di chi li riceve. I sacramenti agirebbero ex opere operato, cioè per il fatto stesso di essere stati celebrati.

## Storia
Il termine è la traduzione del latino sacramentum corrispondente al greco "μυστήριον" (mysterion) che è tuttora utilizzato nelle Chiese di rito orientale (cattoliche e ortodosse). L'utilizzo del termine sacramentum vuole evidenziare non solo l'idea di rito ma anche quella di iniziazione e consacrazione. Infatti negli antichi misteri pagani (dai quali con ogni probabilità il termine è mutuato) l'iniziando tramite segni ed azioni sacre entrava in comunione con la divinità, soprattutto con la sua morte e risurrezione.
Quindi nei primi secoli del Cristianesimo con "sacramento" si indicava l'insieme dei segni e dei gesti sacri che avevano lo scopo di porre il fedele in comunione mistica (ossia misterica) con Cristo. Successivamente il significato e il numero dei sacramenti si è andato definendo ed è diverso nelle varie confessioni cristiane.
Agostino d'Ippona afferma che la Chiesa vive molti sacramenti e tra questi cita: l'acqua benedetta, le nozze, l'eucaristia e le esequie.
In alcuni casi il termine "sacramento" viene utilizzato in locuzioni astratte per indicare l'unione misteriosa fra l'opera di Dio e l'opera dell'uomo, per esempio: "sacramento di salvezza", "sacramento di unità".

## Definizione
Secondo il catechismo, i Sacramenti sono segni sensibili della grazia istituiti da Gesù Cristo per la santificazione delle anime.
A seguito della celebrazione del sacramento, discende sul fedele una grazia divina che è detta sacramentale e santificante. Il sacramento è composto di materia e forma (ad esempio l'acqua e la formula trinitaria) che sono entrambi segni visibili della grazia percepibili coi cinque sensi, anche se questa è in sé invisibile.

## Cattolicesimo
Un sacramento nella tradizione teologica cattolica è un segno sensibile ed efficace della grazia istituito da Cristo ed affidato alla Chiesa Cattolica, attraverso il quale viene elargita la vita divina. Il sacramento è il segno che proclama tangibilmente la grazia di Dio contenuta nell'Evangelo. I sacramenti, per essere tali, devono essere stati istituiti da Gesù Cristo e sono affidati per la loro amministrazione alla Chiesa, che è essa stessa "sacramento di unità".

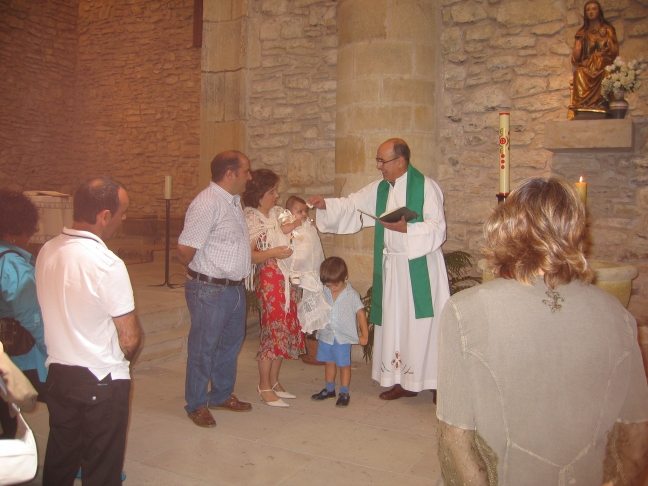
Battesimo in una chiesa cattolica.

Nella Chiesa cattolica i sette sacramenti "sono i segni e gli strumenti mediante i quali lo Spirito Santo diffonde la grazia di Cristo che è il Capo, nella Chiesa, che è il suo corpo". Attraverso i sacramenti Cristo risorto si fa quindi presente, si manifesta e agisce nella storia degli uomini per conformarli sempre più a sé, in particolare per renderli capaci di riprodurre nella loro vita il suo mistero pasquale di passione, morte e risurrezione.
Dopo l'anno mille, con lo sviluppo della Scolastica nella Chiesa latina, si è limitato il significato della parola a quei segni sacri che erano riconosciuti come voluti da Cristo con un'efficacia loro propria. Così i sacramenti, in questa nuova accezione si sono ridotti a sette e il loro numero è stato confermato dal Concilio di Trento.
Gli altri segni (es. segno della croce, benedizione) sono ritenuti liturgicamente meno importanti poiché non istituiti direttamente da Cristo nei Vangeli; per loro si usa il nome di sacramentali.
A partire dal Concilio di Costanza del 1415, la Comunione iniziò a essere amministrata ai laici sotto l'unica specie del Corpo. Ciò si basa sulla dottrina della concomitanza secondo la quale la persona di Cristo è indivisibile e realmente presente in ogni più piccola frazione del pane o del vino.
I sacramenti sono:
1. Battesimo
2. Penitenza, riconciliazione o confessione
3. Eucaristia o Comunione
4. Cresima o Confermazione
5. Matrimonio
6. Ordine sacro
7. Unzione degli infermi.

Il loro elenco fu compiutamente enunciato nella teologia sacramentale tomista.
Nel rito romano, ad eccezione dei diaconi, il sacramento del matrimonio e dell'ordine sacro sono gli unici due che si escludono reciprocamente, infatti per i sacerdoti e i vescovi il Magistero della Chiesa Cattolica prevede l'obbligatorietà del celibato.
Secondo il Magistero, la comunione e qualsiasi altro sacramento dovrebbero essere preceduti dall'assoluzione dei propri peccati e dalla relativa penitenza assegnata dal sacerdote tenuto al segreto confessionale.
Prima di ricevere il dono di un sacramento è infatti necessario che il fedele si trovi già preparato, cioè in "stato di grazia" atto a ricevere la ulteriore grazia sacramentale della cresima, del matrimonio, dell'ordine sacro ovvero dell'unzione degli infermi.
Dal punto di vista della classificazione, si parla di:
- sacramenti dell'iniziazione cristiana: battesimo, cresima ed eucaristia. Sono detti così perché costituiscono l'iniziazione alla vita di fede e di Chiesa di coloro che credono in Cristo;
- sacramenti di guarigione: penitenza (guarigione interiore, perdono dei peccati) ed unzione degli infermi (per la guarigione fisica e spirituale);
- sacramenti dell'edificazione della Chiesa: ordine sacro (guida pastorale della comunità cristiana) e matrimonio (edificazione della "piccola Chiesa domestica" che è la famiglia).

Per essere valido il sacramento deve avere la giusta materia (segno materiale), la giusta formula (modalità di amministrazione) e la giusta intenzione (volontà di seguire la Chiesa).
Il Catechismo della Chiesa cattolica afferma (citando il Concilio Vaticano II nella sua costituzione "Sacrosanctum Concilium" sulla Divina Liturgia) che i sacramenti e l'eucaristia in particolare sono la "fonte e il vertice di tutta la vita cristiana".
L'effetto della grazia sacramentale è permanente fino alla morte terrena e permane impresso sull'anima anche al cospetto del Giudizio divino, dove sarà motivo di maggiore onore e gaudio nel caso della salvezza eterna, oppure di maggiore sofferenza e tormento nel caso di dannazione. Il sacramento è un dono e un mezzo di aiuto per la salvezza che comporta anche una maggiore responsabilità rispetto a chi ne è privo. Questa permanenza della grazia ricevuta da Dio mediante il sacramento vale per:
- il Battesimo;
- la Confermazione;
- l'Ordine sacro, anche quando il sacerdote per gravi colpe riceve la massima pena della riduzione allo stato laicale oppure decide di "spretarsi";
- l'indissolubilità del Matrimonio, fino alla morte del coniuge.

Questi sacramenti che imprimono un carattere permanente si ricevono una sola volta nella vita e non possono essere altrimenti ripetuti.
Invece, l'effetto della grazia sacramentale per i restanti (Penitenza, Comunione, Sacra Unzione) viene meno coi nuovi peccati che necessitano di un atto riparatorio di amore, preghiera e penitenza e di una nuova ripetizione del sacramento.
Dei sette sacramenti cinque furono istituiti per il bene di colui che li riceve, mentre l'ordine sacro e il matrimonio furono istituiti per il bene della società.
Un'altra importante distinzione riguarda i sacramenti dei vivi e sacramenti dei morti. Essa si riferisce a coloro che sono morti rispetto alla vita della grazia: il Battesimo e la Penitenza sono sacramenti dei morti perché si possono contrarre anche in stato di peccato, mentre i rimanenti 5 necessitano dello stato di grazia e sono detti sacramenti dei vivi.
La teologia e di conseguenza il diritto canonico ammettono alcuni casi di inesistenza. In questi casi di nullità il sacramento, anche se celebrato durante la Santa Messa, non è mai esistito né ha mai recato il dono della grazia divina e quindi dei suoi effetti permanenti. Fra questi casi di inesistenza, almeno per il matrimonio, vi è quello di un sacramento ricevuto in mancanza di una propria scelta, informata, libera e consapevole.

### Ordine dei Sacramenti dell'iniziazione cristiana
Con l'espressione Sacramenti della iniziazione cristiana si intende la sequenza:
1. Battesimo;
2. Confermazione;
3. Eucaristia.

Dal 2000 in poi un numero crescente di diocesi statunitensi ha deciso autonomamente di ritornare alla disciplina sacramentale propria della tradizione cristiana. Fra queste comunità ecclesiali vi sono diverse arcidiocesi come quella di Denver.
Quello enunciato è l'ordine della tradizione cristiano-cattolica e cristiano-ortodossa nel corso di venti secoli di storia. La disciplina è mutata nel XX secolo non tanto nelle norme scritte, quanto nella vita della Chiesa e nel suo diritto vivente.
Il Catechismo della Chiesa Cattolica menziona questo ordine divino e naturale (n. 1212), nel quale al "la Santa Eucaristia" completa la nostra iniziazione cristiana (N. 1322).
Il nuovo ordine diffuso in tutto il mondo prevede che la Cresima sia ricevuta dopo la prima comunione. La sequenza è divenuta: Battesimo, Prima Comunione, Cresima.
Nel 1910, Pio X con decreto, simile per alcuni aspetti ad un motu proprio, Quam Singulari Christus Amore (transl.: “Quanto è singolare l'amore di Cristo”) stabilì che la Comunione non dovesse essere conferita "primachè il fanciullo raggiungesse l'età della ragione".
Gli altri vescovi degli Stati Uniti si adeguarono alle nuove disposizioni, ma l'età per il Sacramento della Confermazione non fu abbassata di conseguenza, in modo da poter mantenere l'ordine tradizionale che prima della Comunione richiede che sia conferita il sacramento della Cresima (da allora rinominata anche col termine di "Confermazione").
L'anticipo dell'età della Cresima non fu esplicitamente previsto né nella "Quam singulari" né da decreti episcopali successivi da parte di altre autorità apostoliche entro i confini delle rispettive diocesi, di cui almeno si abbia notizia storica sufficientemente documentata.

### Materia e forma dei sacramenti
Ogni Sacramento è caratterizzato da una materia e da una forma sacramentale essenziale, un insieme di atti visibili e materiali e di frasi pronunciate dal celebrante che è condizione necessaria per la validità del Sacramento.
Per il Sacramento del Battesimo la forma sacramentale essenziale è il versare l'acqua sulla testa del soggetto ricevente, mentre si pronunciano le parole: "Io ti battezzo nel nome del Padre, del Figlio e dello Spirito Santo".
L'assenza degli elementi costitutivi è secondo la dottrina sufficiente ad affermare che il Sacramento è nullo e non è mai stato amministrato, che nessuna grazia sacramentale è stata donata da Gesù e che l'intero rito possa e debba ripetersi da capo.
Ciò riguarda sia l'assenza della materia (l'acqua, il pane, il vino, l'olio santo) sia l'omissione, aggiunta o modifica anche di una singola parola della forma sacramentale essenziale. Tale assenza non può essere supplita dalle altre preghiere e riti né dalla nozione di "sacerdote secondario", intesa come Gesù che, mentre il sacerdote opera In persona Christi, concede comunque la grazia sacramentale, ponendo rimedio ad errori e mancanze da parte del celebrante e dell'assemblea dei fedeli.
Il Magistero opera una distinzione fra modifiche sostanziali e modifiche accidentali che non alterano il senso e significato, così come la presenza di tutti gli elementi minimi richiesti per la validità del Sacramento, fra i quali: la materia, il riferimento al ministro, al ricevente, alla tipologia di Sacramento amministrato e alla Trinità di Dio.
Esistono varianti dei riti esplicitamente autorizzate dalla disciplina sacramentale delle Chiese sui iuris ovvero dalle Conferenze Episcopali nazionali che riflettono tradizioni precedenti. In altri casi, le modifiche sono dovute ad errori (involontari) del sacerdote celebrante.
Un caso particolare di nullità del Sacramento riguarda l'Ordine: se la consacrazione episcopale di un vescovo è nulla, sono nulle anche tutte le ordinazioni (episcopali, presbiterali, diaconali) di cui egli è il consacrante, anche se validamente celebrate secondo il relativo rito. Similmente, se la consacrazione di un sacerdote è nulla, sono nulli tutti i sacramenti da questi celebrati ed in particolare sono nulle tutte le Messe di cui è l'unico celebrante: non essendo ordinato, non può operare In Persona Christi e non avviene alcuna transustanziazione eucaristica.

### Sacramenti condizionali
I sacramenti possono essere anche amministrati in modo condizionale, il Catechismo di Baltimora afferma:
R. Dare un Sacramento condizionalmente vuol dire che la persona che amministra il Sacramento intende conferirlo solo nel caso in cui non sia già validamente dato o nel caso in cui la persona non avesse avuto le giuste disposizioni per riceverlo, sebbene le disposizioni non possano essere scoperte.»
(Catechismo di Baltimora, Domanda 613)

### Messa tridentina eNovus Ordo Missae
I sacramenti celebrati con il rito del Novus Ordo Missae sono solitamente ritenuti validi, leciti ed efficaci anche dai tradizionalisti della Messa tridentina.
Anche la Fraternità sacerdotale San Pio X accetta come valide le ordinazioni presbiterali ed episcopali celebrate col Novus Ordo, salvo particolari casi di accertata dubbia validità per i quali i sacramenti sono celebrati una seconda volta sotto condizione.

### Diritto e fonte di diritto
I sacramenti sono diritti non assoluti dei fedeli, sottoposti a dei prerequisiti implicanti una valutazione sia del fedele che del sacerdote ministrante. Inoltre, sono fonte del diritto in quanto cause di effetti giuridici nell’ordinamento canonico.

## Ortodossia

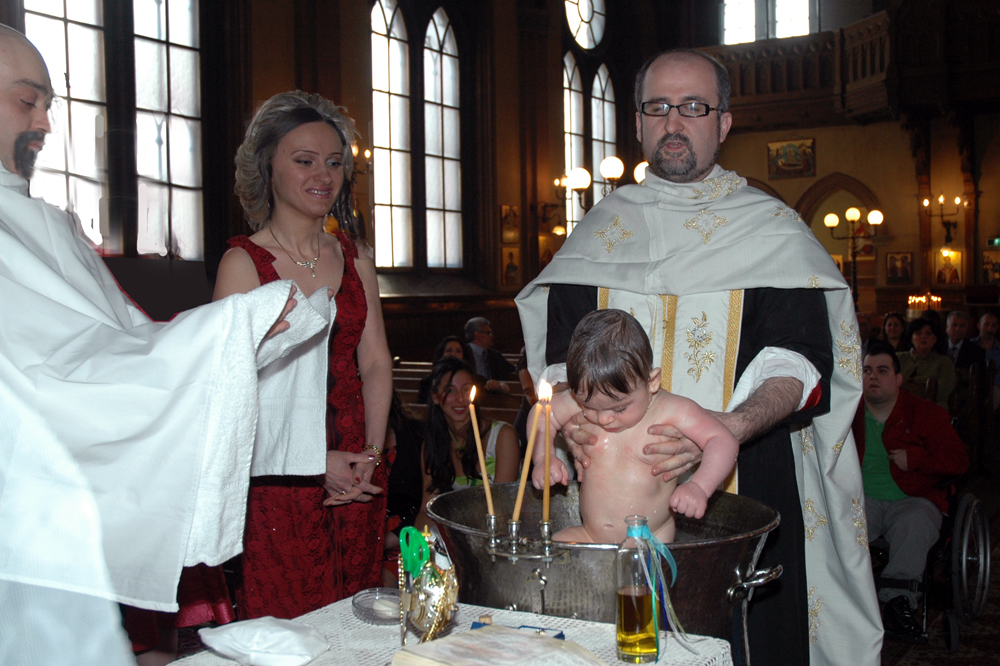
Battesimo in una chiesa ortodossa greca

La Chiesa ortodossa e le Chiese ortodosse orientali riconoscono gli stessi sette sacramenti della Chiesa cattolica, ma li definiscono "misteri" preferendo non utilizzare il termine "sacramento". Inoltre, preferiscono non "catalogare" i misteri, spesso chiamati porte della grazia, in un numero ben definito mantenendo la definizione di Agostino d'Ippona.
I sacramenti di iniziazione (battesimo, cresima ed eucaristia) vengono conferiti in un'unica celebrazione; di questi, solo il sacramento dell'eucaristia può essere ripetuto più di una volta nel corso della vita. Altri sacramenti sono la confessione, il matrimonio, la consacrazione e l'Efcheleon (unzione degli infermi).

## Protestantesimo
Nel Protestantesimo viene ridiscussa la natura dei sacramenti e generalmente vengono considerati tali solo quelli di cui il Nuovo Testamento riporta un comando esplicito da parte di Gesù: il battesimo, l'eucaristia e la penitenza. Gli altri segni vengono considerati riti ecclesiastici.
Al termine sacramento viene generalmente preferito in ambito protestante quello di ordinanza e si ritiene che questi rituali siano espressioni esterne di fede, piuttosto che l'impartizione della grazia di Dio.

## Gnosticismo
Nel Vangelo secondo Filippo sono elencati alcuni brani della catechesi cristiana gnostica valentiniana riguardo ai sacramenti. I sacramenti elencati sono il battesimo, il crisma, l'eucaristia, il riscatto e la camera nuziale. Il battesimo è per immersione, rappresenta l'iniziazione ai misteri gnostici e conferisce l'immortalità concessa anche mediante il crisma, l'unzione con olio che ha una importanza superiore al battesimo. L'eucaristia si celebra mediante l'assunzione di pane e vino e ha il compito di far assaporare all'iniziato l'unione con il divino: mediante l'eucaristia lo gnostico diventa capace di ricevere l'"uomo perfetto", prefigurare l'unione con la propria "immagine angelica" alla propria morte, ricevendo al contempo la vita eterna e la perfezione. Non sono forniti dettagli per il sacramento del "riscatto" o della "redenzione"; potrebbe trattarsi dell'ultimo rito prima dell'ascesa ai cieli.
Enfasi particolare è data al sacramento della "camera nuziale", il più importante e l'unico peculiare dei valentiniani.
Nel commento alla Genesi (2,21-23), si racconta che originariamente l'umanità era androgina. La separazione tra Eva e Adamo, con la conseguente differenziazione tra i sessi, è stata causa della decadenza umana e dall'ingresso della morte nel mondo. Lo scopo della venuta di Cristo è stato proprio la riunione tra maschio e femmina: così come marito e moglie si uniscono nella camera nuziale e allo stesso modo l'iniziato nella camera nuziale sacramentale (spirituale) riceve una anticipazione della sua unione con la sua controparte celeste.